# Isenthalpe Zustandsänderung
In der Thermodynamik wird eine Zustandsänderung als isenthalp bezeichnet, bei der sich die Enthalpie {\displaystyle H} nicht ändert:
{\displaystyle {\begin{aligned}H&={\text{const.}}\\\Leftrightarrow \mathrm {d} H&=0\\\Leftrightarrow \delta Q+V\cdot \mathrm {d} p&=0\\\Leftrightarrow \delta Q&=-V\cdot \mathrm {d} p\end{aligned}}}
mit
- {\displaystyle Q}: Zu- oder Abgeführte Wärme
  - {\displaystyle \delta }: unvollständiges Differential
- {\displaystyle V}: Volumen
- {\displaystyle p}: Druck
  - {\displaystyle V\cdot \mathrm {d} p}: Hauptteil der technischen Arbeit.

Ein Beispiel für einen isenthalpen Prozess ist die Expansion eines Gases durch ein Drosselventil, siehe Joule-Thomson-Effekt.
Nach der Zustandsgleichung eines idealen Gases gilt
{\displaystyle {\begin{aligned}p\cdot V&={\text{const.}}\\\Leftrightarrow T&={\text{const.}}\end{aligned}}}
Für ideale Gase sind die isenthalphen Prozesse also gerade die Isothermen.
Ein isothermer reversibler Prozess ist immer auch isenthalp, die Umkehrung gilt aber nicht.
Auch die Linien gleicher Enthalpie im Zustandsdiagramm werden Isenthalpen (oder Drosselkurven) genannt.